# ミクロディクティオン
ミクロディクティオン（Microdictyon）は、約5億年前のカンブリア紀に生息した葉足動物の一属。網目状の甲皮を体の左右にもつ、世界中の堆積累層から十数種が発見される。
なお、本属の学名「Microdictyon」は、現生藻類の一属（Microdictyon Decaisne, 1841）にも用いられている。

## 形態

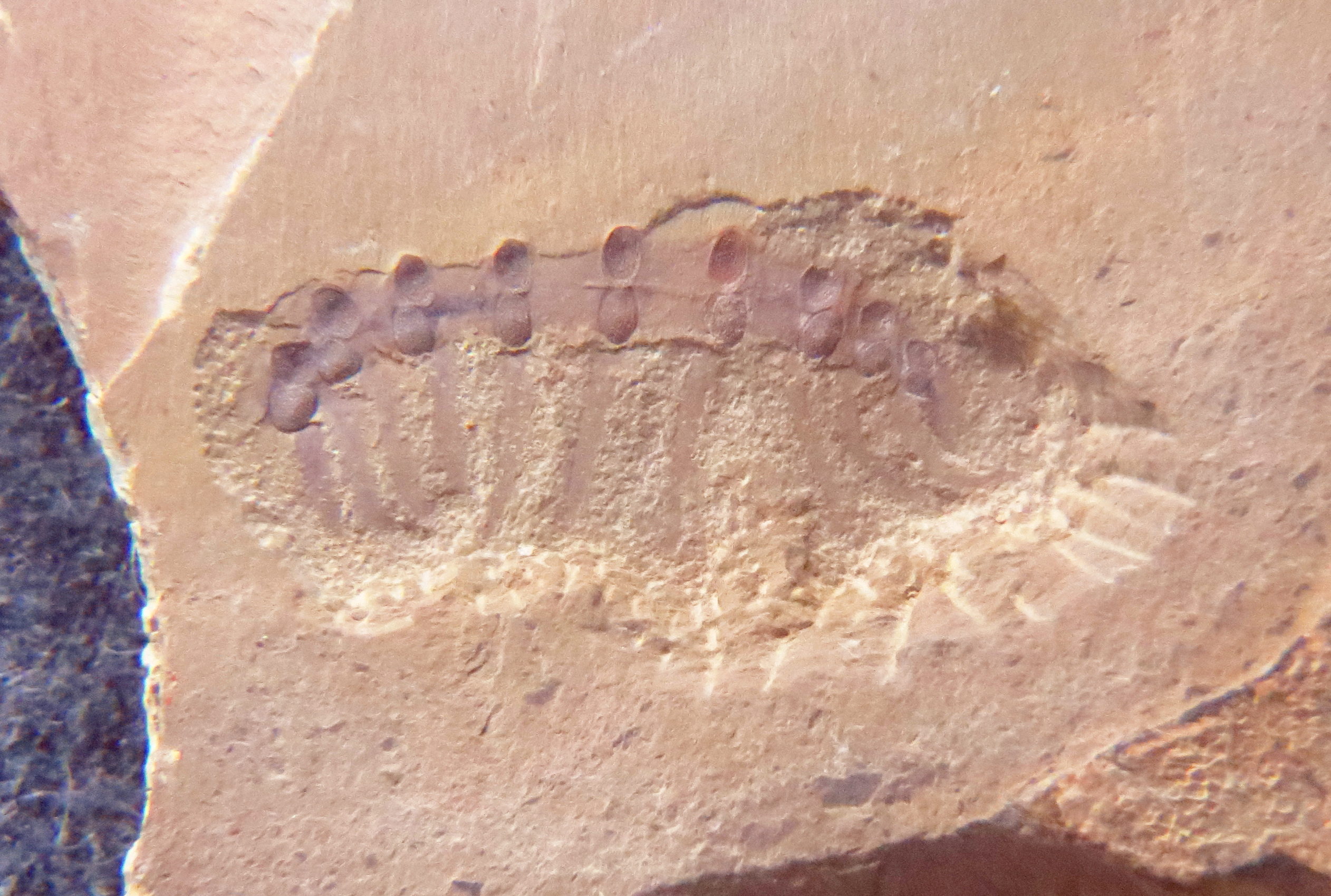
Microdictyon sinicum の全身化石（頭部は右側）
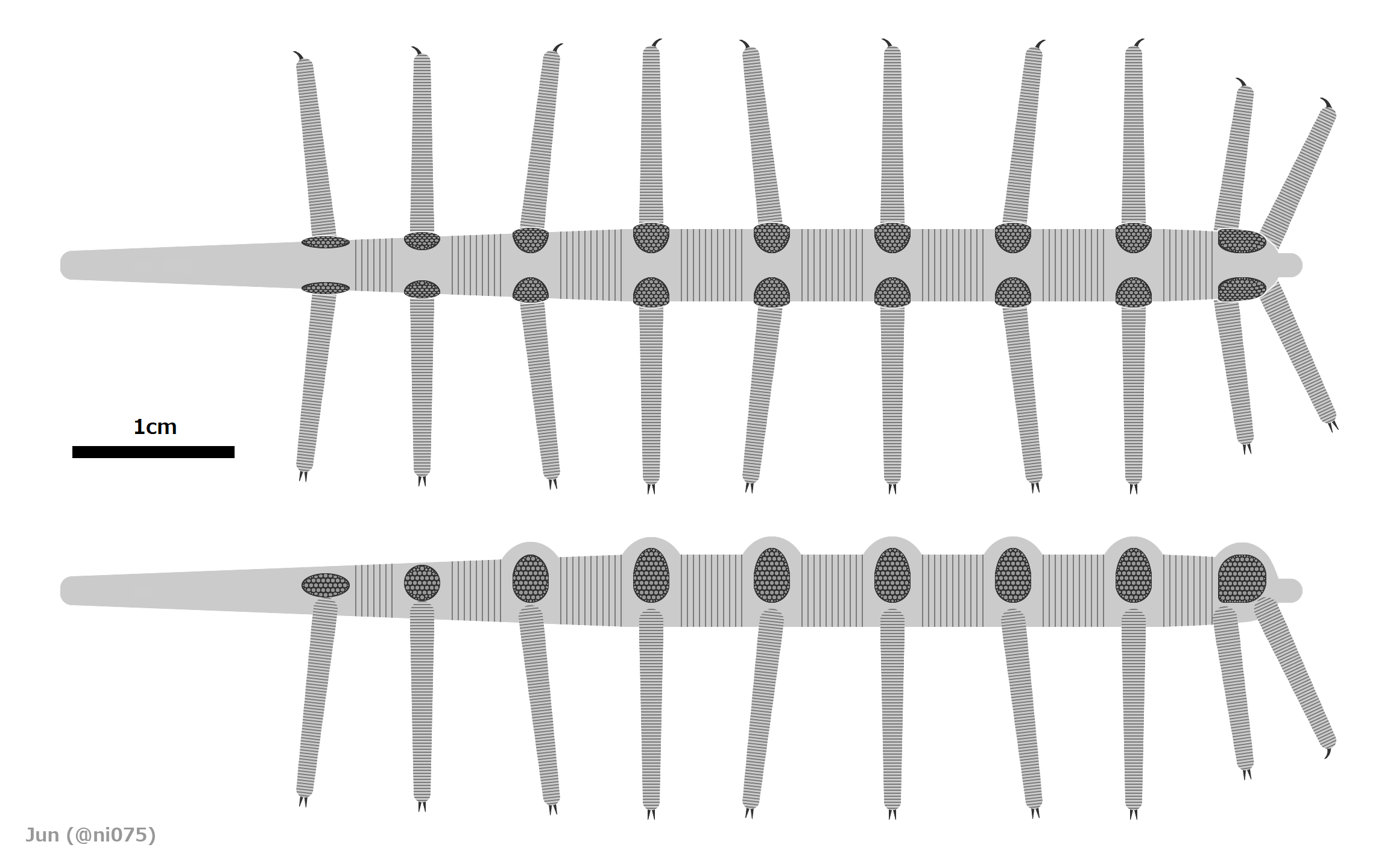
同種の全身復元（頭部は左側）

体長1.1cmから7.67cm、パッド状で網目構造をもつ甲皮が特徴的な葉足動物である。甲皮以外の特徴は、澄江動物群で見つかった Mircrodictium sinicum のみによって知られる。
体は円柱状で、頭部は体長の15％から25%を占めるほど細長い。眼や触角などの顕著な構造は見当たらないが、先頭に何らかの口器をもつとされる。
胴部は左右に9対の甲皮（sclerite）と、両腹側に10対の脚（葉足、lobopod）をもつ。前の9対の甲皮と脚は位置が一致するが、最終2対の脚は9番目の甲皮の前後にある。胴部の表皮構造は変則的で、前後の甲皮の間では環形の筋に細分され、各甲皮対の間では滑らかで背面がやや盛り上がる。それぞれの葉足は細長く環形の筋に分かれ、先端に1対の鉤爪をもつ。甲皮は肩パッドのように胴部の左右に配置され、その形は番目によって異なる（1番目：前後に細長い楕円形、2番目：円形、3-8番目：卵形、9番目：斜めひし形）。それぞれの甲皮の表面は、数多くの網目と突起物に占められる。網目の配列は六角形で、突起物は各網目の境目に配置される。突起物の付け根に境目があり、形は種類によってキノコ状から棘状に及ぶ。
尾部は10番目の脚と9番目の甲皮の直後にある小さな突起で、肛門はその尾端にあるとされる。
口器以外の内部構造は単調な消化管と、その周辺から各脚に枝分かれた体腔の痕跡のみ知られる。

## 生態
ミクロディクティオンは底生性であったとされるが、先端に鉤爪をもつ脚は、海底を歩行するより何らかの物に掴んで登るのに向いたと考えられる。全身化石はエルドニアと共に発見されることが多く、それに宿って生活していたと考えられる。エルドニアは外洋性であった説に踏まえて、そこに宿るミクロディクティオンは疑似的な外洋性生活を送り、遠距離移動をしていた可能性もある。消化管の内容物は泥を含まないことにより、ミクロディクティオンは堆積物ではなく、そこにある微小な有機物質のみを摂食していたと考えられる。

## 発見

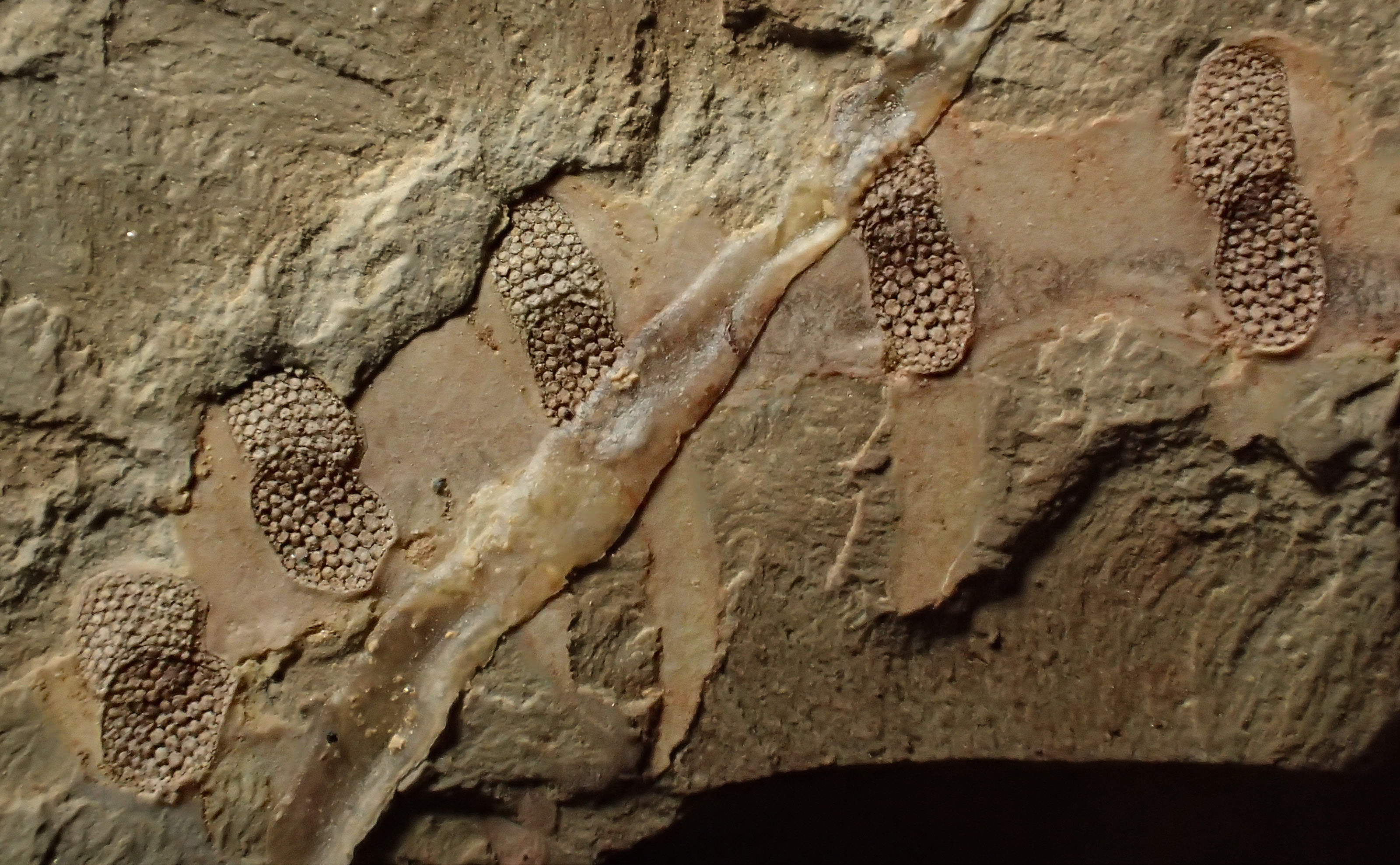
ミクロディクティオンの胴部の甲皮

ミクロディクティオンは Bengtson et al. 1986 によって最初に正式の記載がなされたが、当初では微小硬骨格化石群（small shelly fossils、SSF）に含まれる単離した甲皮のみによって知られ、それを放散虫の殻だと解釈された。本属の1種 M. sinicum の 全身化石が記載される1990年代以降では、本属は葉足動物で、今まで放散虫と考えられた部分はその甲皮であると判明した。
なお、ミクロディクティオンの全身が判明したものの、体の両端はいずれも眼などの顕著な頭部特徴が見当たらないため、1990年代では、その前後に対する解釈は議論がなされていた。他の葉足動物の確実な頭部と尾部の類似により、21世紀以降では、長い端を頭部、短い端を尾部とする解釈の方が根強い支持を受けられる。

## 分布と分類
ミクロディクティオンは広域分布しており、世界中の様々なカンブリア紀の堆積累層から単離した甲皮化石が発見される。生息時代はカンブリア紀第三期中盤（約5億1,800万年前）に集中し、最後の記録はウリューアン期（約5億900万 - 5億450万年前）までにも及ぶ。
多くの葉足動物に似て、汎節足動物におけるミクロディクティオンの系統的位置ははっきりしない。系統解析によっては多くの葉足動物と共に有爪動物の初期系統（ステムグループ）に含まれる、もしくはそこからかけ離れた別系統の汎節足動物とされる。
葉足動物の中で、ミクロディクティオンはクアドラタポラ（Quadratapora）やフスノチャリウム（Fusuconcharium）と共にエオコンカリウム科（Eoconchariidae、エオコンカリウム類 eoconchariids、=ミクロディクティオン科 Microdictyonidae）に分類される。
2017年現在、ミクロディクティオン（ミクロディクティオン属 Microdictyon）は次の11種が認められる。
- ミクロディクティオン属 Microdictyon Bengtson, Matthews & Missarzhevsky, 1986[3] (=エオコンカリウム Eoconcharium Hao & Shu 1987[4][5])
  - M. chinense (Hao et Shu, 1987[4])[5]
    - 中国山西省[4]（カンブリア紀第三期[1]）
    - 旧称 E. chinense Hao et Shu, 1987[4][5]
    - =E. ovalum Hao et Shu, 1987[4][5]
    - =M. anus Tong, 1989[23][2]

  - M. cuneum Wotte et Sundberg, 2017[7]
    - アメリカ（ネバダ州）[7]（カンブリア紀第四期[7]）

  - M. depressum Bengtson, 1990[24]
    - オーストラリア[24][25]（カンブリア紀第三期 - 第四期[1]）

  - M. effusum Bengtson, Matthews & Missarzhevsky, 1986[3] - 模式種（タイプ種）[3]。
    - カザフスタン[3]、ロシア（シベリア）[26]、バルティカ大陸[3]（カンブリア紀第三期[1]）

  - M. fuchengense Li et Zhu, 2001[27]
    - 中国山西省[27]（カンブリア紀第三期[1]）

  - M. jinshaense Zhang et Aldridge, 2007[10]
    - 中国四川省[10]、オーストラリア[25]（カンブリア紀第三期 - 第四期[1]）

  - M. montezumaensis Wotte et Sundberg, 2017[7]
    - アメリカ（ネバダ州）[7]（カンブリア紀第四期[7]）

  - M. rhomboidale Bengtson, Matthews et Missarzhevsky, 1986[3]
    - ウズベキスタン[3]、ロシア（シベリア[3]）、アメリカ（ネバダ州）（カンブリア紀第三期 - 第四期[1]）

  - M. robisoni Bengtson, Matthews et Missarzhevsky, 1986[3]
    - ロシア（シベリア）[28]、アメリカ（ユタ州[3]）（ウリューアン期[1]）

  - M. sinicum Chen, Hou et Lu, 1989[6] - 唯一に全身が知られ、最も研究が進んでいる種[2]。
    - 中国雲南省（澄江動物群）[6]（カンブリア紀第三期[1]）

  - M. sphaeroides Hinz, 1987[29]
    - イギリス（シュロップシャー）[29]、ロシア（シベリア）[28]（カンブリア紀第三期 - ウリューアン期[1]）